# Сингапурское колесо обозрения

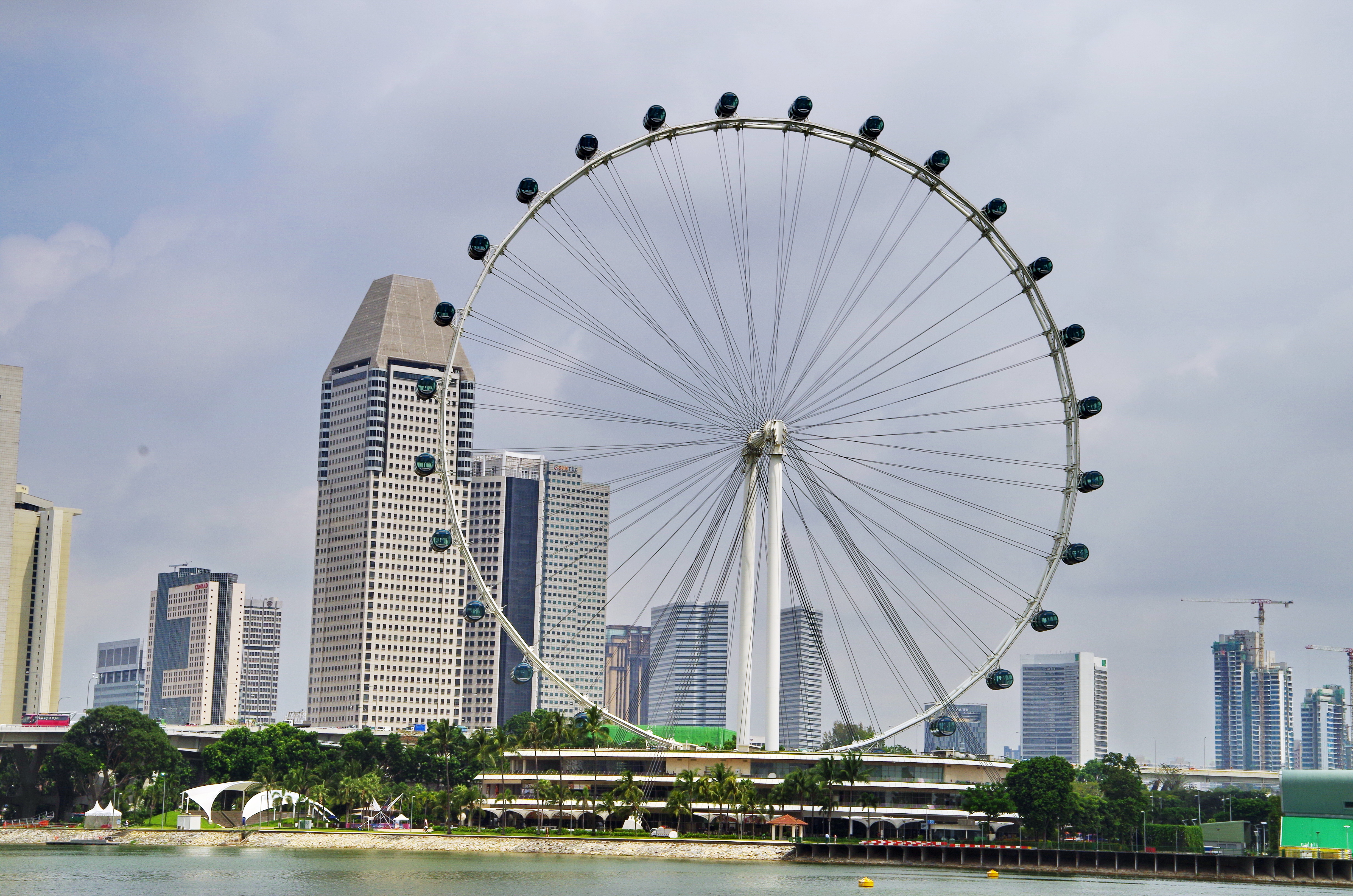

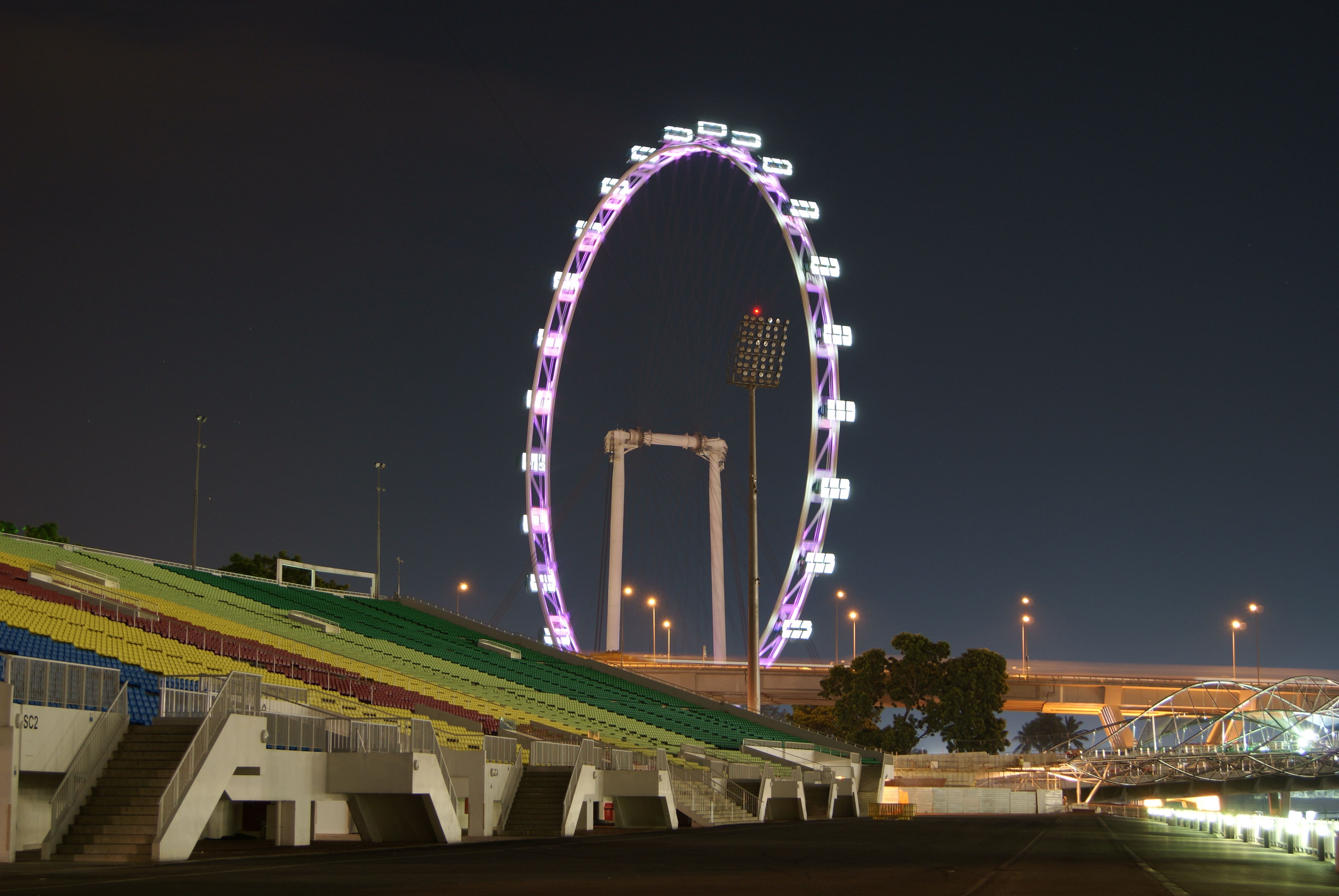

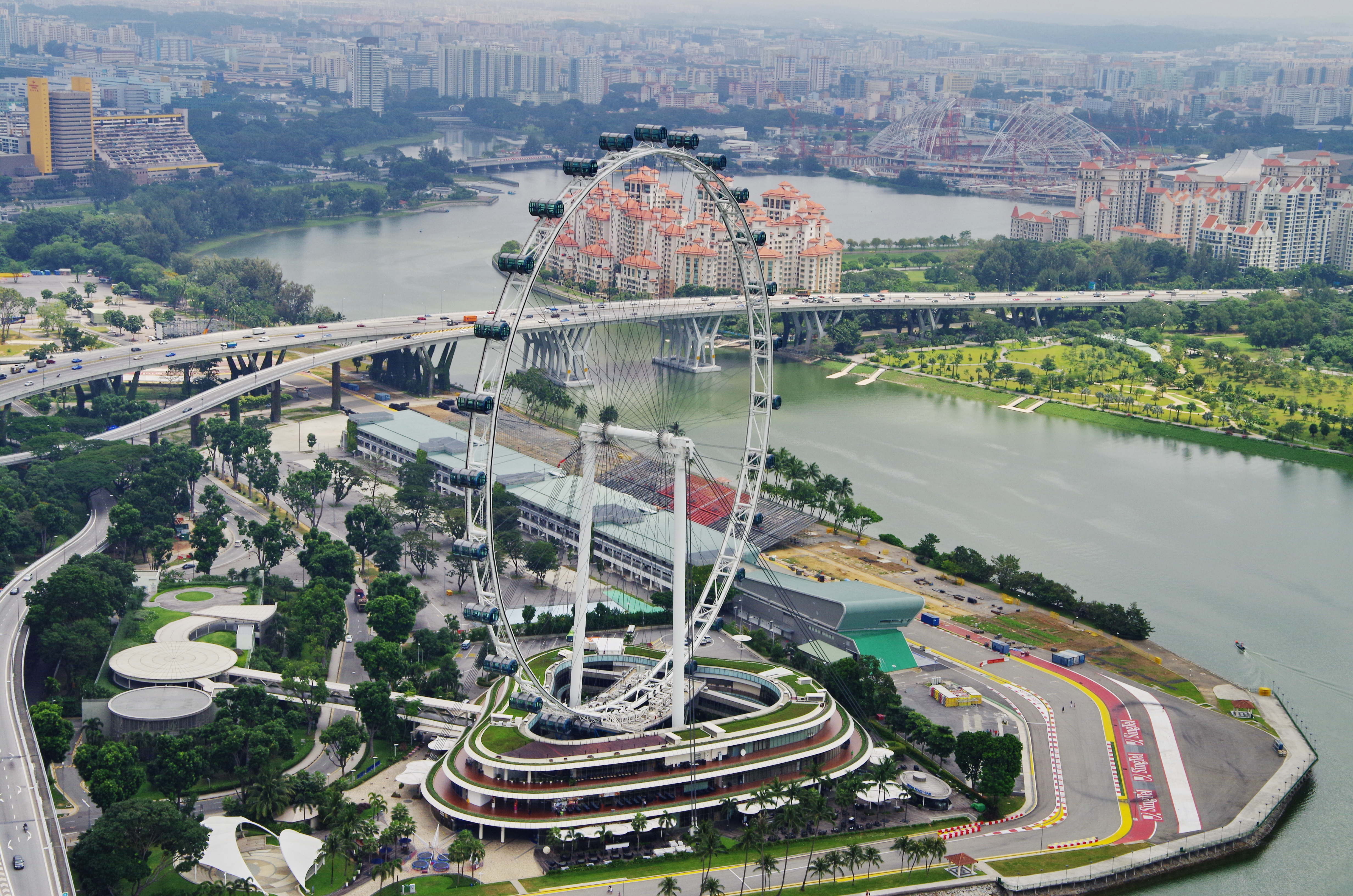

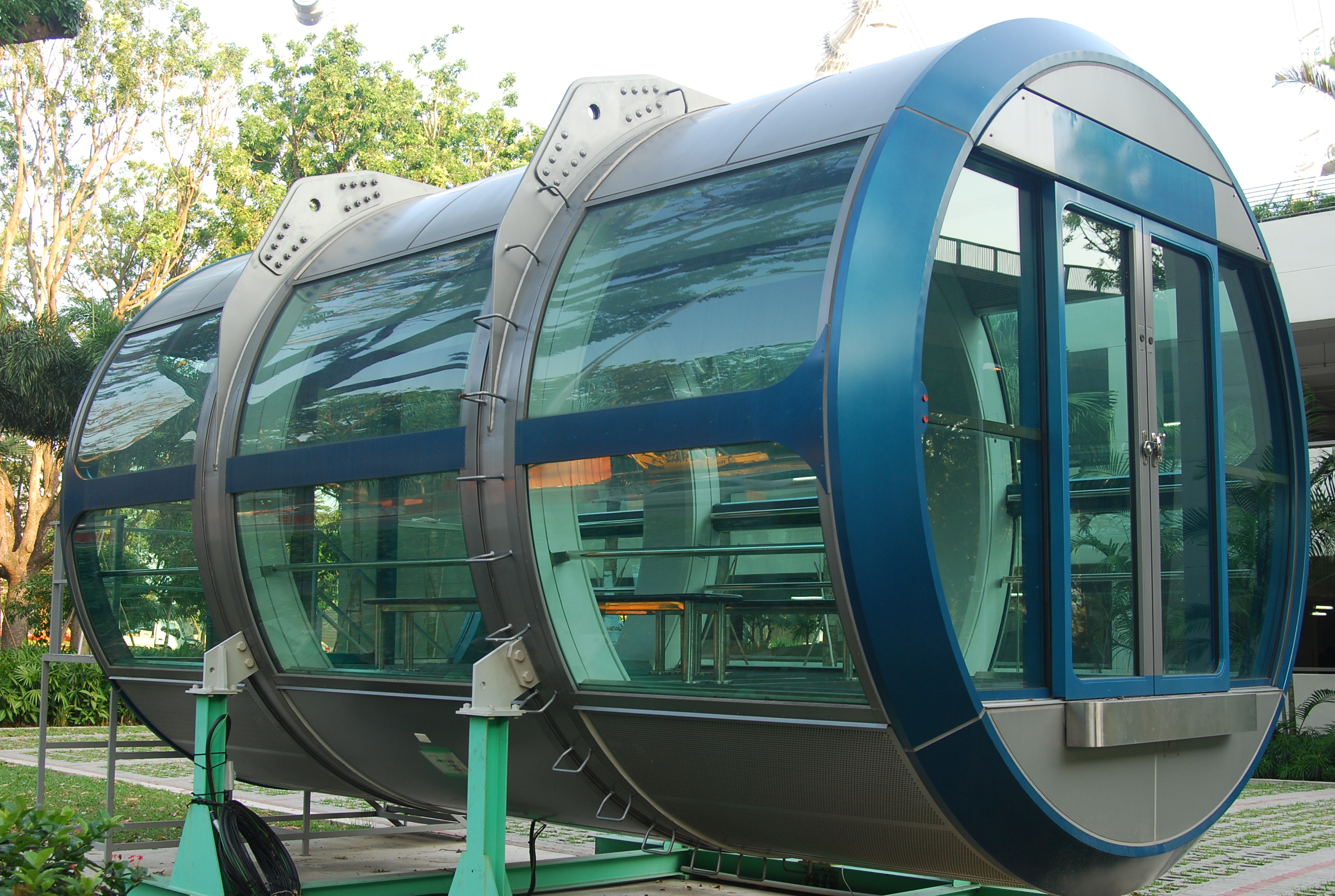

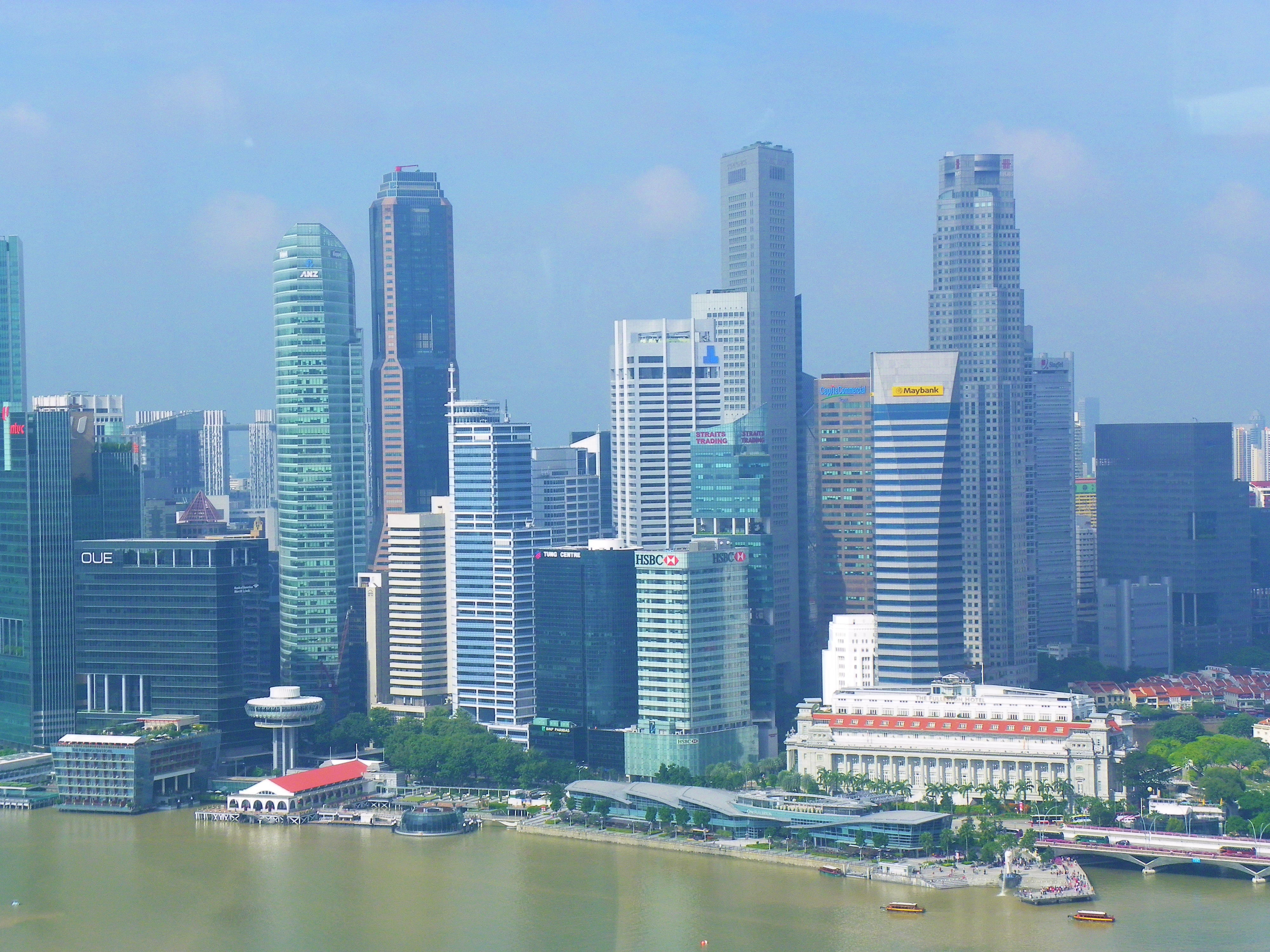

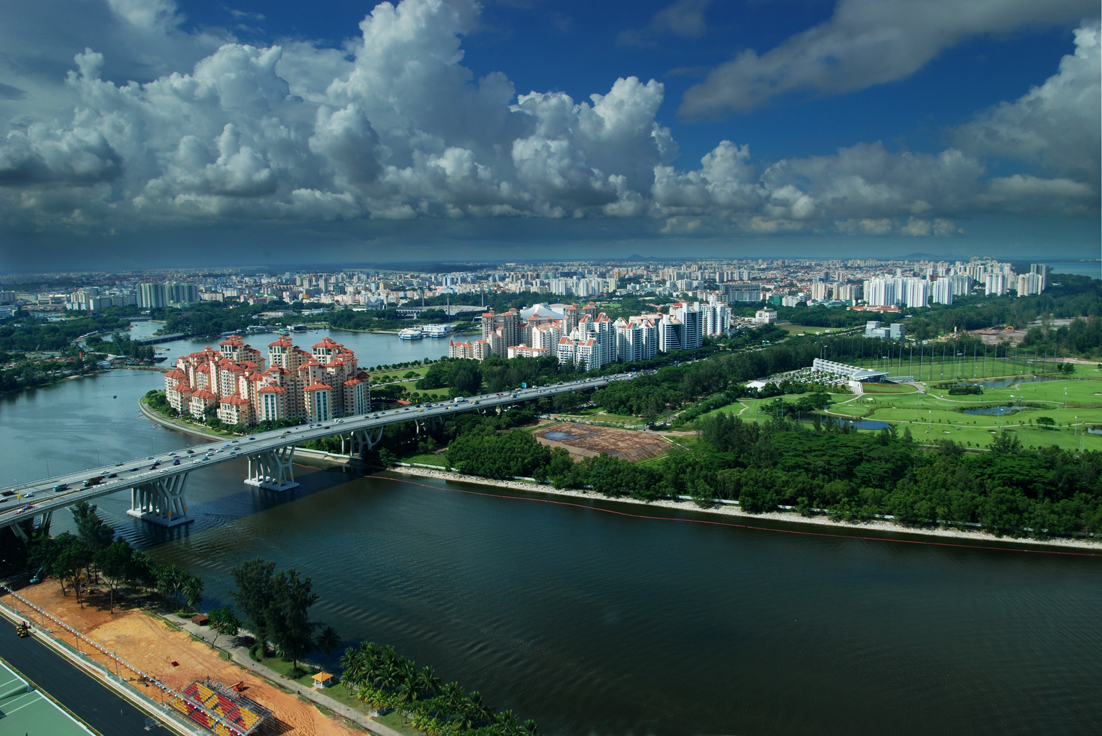

Сингапурское колесо обозрения Flyer (англ. Singapore Flyer) — гигантское колесо обозрения, находящееся в Сингапуре, построенное в 2005—2008 годах. Оно достигает высоты 55-этажного дома, имея общую высоту в 165 м, на 5 м выше, чем «Звезда Наньчана» и на 30 м выше, чем колесо обозрения «Лондонский глаз». Было самым высоким в мире колесом обозрения до марта 2014 года, когда вступил в строй аттракцион в Лас-Вегасе, превзошедший сингапурское колесо на 2 метра по высоте.
Колесо расположено на юго-восточной оконечности мелиорированных земель Морского центра. Диаметр колеса составляет 150 м; колесо встроено в трёхэтажное здание терминала, в котором находятся магазины, бары и рестораны; с его высоты открывается обширный вид на центр города и на окрестные территории примерно до 45 км в диаметре, в том числе на индонезийские острова Батам и Бинтан, а также Джохор (Малайзия).
Последняя капсула была установлена на колесо 2 октября 2007 года. Колесо начало вращаться 11 февраля 2008 года и было официально открыто для публики с 1 марта 2008 года. Билеты на аттракцион в первые 3 ночи после открытия продавались за 8888 сингапурских долларов (6271 доллар США по тогдашнему курсу) — это число считается благоприятным в китайской культуре. Торжественное открытие колеса состоялось 15 апреля 2008 года.
Каждая из 28 оборудованных кондиционером капсул способна вместить 28 пассажиров. Полный оборот колеса занимает 28 минут. Первоначально колесо вращалось в направлении против часовой стрелки, если смотреть из Морского центра, но его направление вращения было изменено 4 августа 2008 года по совету специалистов в области фэн-шуя.